# مساعدة متبادلة (خدمات طوارئ)
في خدمات الطوارئ، تظهر المساعدة المتبادلة كاتفاق بين الجهات المستجيبة لحالات الطوارئ لتقديم المساعدة عبر حدود الاختصاص القضائي. ويتم اللجوء إليها عند الاستجابة لحالات الطوارئ التي تتعدى الموارد المحلية كما في الكوارث أو الحرائق المتعددة. وقد تكون المساعدة المتبادلة مؤقتة, أي تُطلب فقط عندما تنشأ حالة طارئة. وقد تكون كذلك عبارة عن اتفاق دائم رسمي للتعاون في إدارة الطوارئ على أساس مستمر، كضمان إرسال الموارد من أقرب محطة إطفاء، بغض النظر عن الاختصاص القضائي الذي تخضع له الجهة التي وقعت فيها الحادثة. ويُشار إلى الاتفاقات التي تُعنى بإرسال أقرب الموارد عادةً باسم «اتفاقات المساعدات الذاتية».
وقد تمتد المساعدة المتبادلة بما يتجاوز الاستجابة المحلية. هناك العديد من الولايات لديها أنظمة للمساعدة المتبادلة على مستوى الولاية. وتشمل الأمثلة ولايتي واشنطن وأوريجون اللتين لديهما برامج تعبئة على مستوى الولاية. وهناك كذلك نظام الإنذار الخاص بصندوق المساعدات المتبادلة (MABAS)، وهو نظام إقليمي للمساعدات المتبادلة يوجد في ولاية إيلينوي، ويضم من بين أعضائه 1500 إدارة من إدارات مكافحة الحرائق في ولايات إيلينوي وانديانا وويسكونسن وأيوا وميتشجان وميسوري.
كذلك عادةً ما تعقد شركات المرافق اتفاقات مساعدات متبادلة.

## أمثلة
في العادة، تمتلك البلديات الكبيرة ما يكفي من موارد لمكافحة الحريق والخدمات الطبية الطارئة للتعامل مع الحوادث المحلية الكبرى. ومع ذلك، ففي حالة الحرائق المتعددة أو الحوادث التي تُسفر عن إصابات جماعية (MCI) أو التي تنتج عن استخدام المواد الخطرة على نطاق واسع، قد تطلب البلدية من المدن المحيطة بالموقع إما التعامل المباشر مع موقع الحادث أو بأن تخصص بعض موارد محطات مكافحة الحريق أو نظم إدارة الطوارئ للتعامل مع الحوادث الأخرى في هذه المدينة أو البلدة في الوقت الذي تتعامل فيه الأطقم المحلية مع الحادث الممتد.
وهناك اتفاقات أخرى شائعة في البلدات الصغيرة التي بها موارد محدودة أو ليس بها موارد على الإطلاق. في هذه الحالات، تكون الأطقم المحلية قادرة على التعامل مع الحوادث الصغيرة بمفردها، ولكن في حالة الحوادث الأكبر، يتم طلب المساعدة من البلديات المحيطة جنبًا إلى جنب مع الموارد المحلية بمجرد إرسال دفعات مبدئية. على سبيل المثال، تقوم إدارات مكافحة الحريق المحلية ونظم إدارة الطوارئ في العادة بالتعامل مع تفعيل إنذار الحريق وحوادث السيارات، بينما في حالة الإبلاغ عن حرائق بالإنشاءات، يتطلب هذا إرسال مساعدات ذاتية من المدن المحيطة.
عندما لا يكون في البلدة موارد خاصة بها، تقوم بالاتصال بالبلدات أو المدن المحيطة بها لتوفير تغطية شاملة.
وتتم الاتصالات الخاصة بطلب المساعدة المتبادلة نتيجة تصعيدات الحادث بحسب ما يحدده مسؤول السيطرة على الحوادث. وتكون الاستجابة المطلوبة من المدن الأخرى محددة سلفًا، بحيث يكون على المرسل فقط استدعاء الموارد المناسبة بحسب ما تحدده «بطاقة إدارة» الحوادث.
كذلك نجد أن المساعدات الدولية المتبادلة منتشرة في المجتمعات الحدودية في الأماكن مثل ولاية ماين ونيوهامبشير وفيرمونت ونيويورك وغيرها. وتًعرف أيضًا بأنها نظام الإنذار الخاص بصندوق المساعدات المتبادلة.